# Suicide Squad
|  | Per a altres significats, vegeu «Suicide Squad (desambiguació)». |

La Suicide Squad és un equip d'antiherois/superdolents que apareix als còmics publicats per DC Comics. La primera versió de la Suicide Squad va debutar a The Brave and the Bold núm. 25 (publicat amb data de portada de setembre de 1959 el 25 de juny de 1959) i la segona i moderna, creada per John Ostrander, va debutar a Legends núm. 3 (publicat el 30 de setembre de 1986 amb data de portada de gener de 1987).
Al llarg dels anys han existit diverses encarnacions de la Suicide Squad tal com es descriuen en diverses sèries de còmics homònims, des dels seus orígens a l'edat de plata fins a la seva reimaginació moderna posterior a Crisis on Infinite Earths, fins a la versió actual que es va presentar el 2016. L'encarnació actual de l'equip apareix al sisè volum de la sèrie de còmics Suicide Squad, i els membres recurrents inclouen Enchantress, Katana, Killer Croc, Captain Boomerang, Deadshot i Harley Quinn.
En el cinema, han aparegut a les pel·lícules Suicide Squad (1935), L'esquadró suïcida (2016) i The Suicide Squad (2021).